# SvPO
SvPO (School voor Persoonlijk Onderwijs) is een schoolconcept met onderwijs in kleine klassen, veel onderwijstijd en huiswerk op school. Het is bedoeld als antwoord op particulier onderwijs en claimt dat minstens een derde van de leerlingen boven het advies van de basisschool uitkomt. De hoge kosten van het onderwijs worden gedekt door de organisatie eenvoudig te houden.
De bedenker van het concept, Misha van Denderen, heeft samen met zijn echtgenote acht scholen opgericht die met dit concept werken. In een uitzending van Argos (radioprogramma) kwam naar voren dat zij hiervoor een lange en moeizame strijd hebben moeten voeren. De eerste school volgens dit concept werd in 2010 in Kapelle door Alexander Pechtold geopend. Sinds een fusie in 2022 staan de scholen bekend onder de naam Pvo (Persoonlijk voortgezet onderwijs).

## Prestatie leerlingen
Uit cijfers van de onderwijsinspectie blijkt dat in de periode 2016-2023 927 van de 2.114 leerlingen van SvPO-scholen boven het advies van de basisschool uitkwamen. Dat is 43,9% en bijna tienmaal zoveel als de inspectienorm van 4,8%. De claim dat ten minste een derde van de leerlingen opstroomt is voor deze periode dus terecht.
Uit de cijfers blijkt ook dat de leerlingen niet vaker blijven zitten of minder vaak slagen dan op andere middelbare scholen. Het percentage leerlingen dat overgaat naar een volgend leerjaar of slaagt, was gemiddeld iets hoger dan de inspectienorm.

## Schoolconcept
Klassen omvatten gemiddeld maximaal 16 leerlingen en er zijn maximaal 80 leerlingen per leerjaar. In totaal omvat een school niet meer dan 400 leerlingen.
Er is een vierdaagse schoolweek. Er zijn geen tussenuren en er is nagenoeg geen lesuitval: mocht een docent afwezig zijn, dan valt een andere docent in om begeleiding te verzorgen. Er zijn onderwijsblokken van 85 minuten, welke deels uit les en deels uit huiswerkbegeleiding bestaan. Per onderwijsblok wordt zodoende tijd vrijgemaakt voor huiswerk, zodat dit met een docent erbij wordt gemaakt. Jaarlijks kunnen leerlingen zes snipperdagen opnemen. Om de vier weken biedt de school een sportdag.
Het onderwijs is voor iedereen toegankelijk. De ouderbijdrage (€450 per schooljaar) wordt gebruikt om taal- en cultuurreizen te bekostigen. Daarnaast betalen ouders een eigen bijdrage van twintig Euro per dag per schoolreis. Doordat huiswerk op school wordt gemaakt zijn er verder geen kosten voor atlas, laptop, en dergelijke.
Een school met het SvPO-concept is eenvoudig georganiseerd. Er zijn uitsluitend docenten, een conciërge en een schoolleider in dienst. De schoolleider vervult daarbij ook de taken van zorgcoördinator en anti-pest-coördinator. Mentoren uit dezelfde jaarlaag vergaderen wekelijks en een aantal maal per jaar vindt er een schoolbrede vergadering plaats. Er zijn geen ouderavonden, alleen mentorgesprekken.

### Sociale samenhang
SvPO beschouwt een school als een sociale gemeenschap van docenten en leerlingen - een uitgangspunt dat van pedagoog Kees Boeke is overgenomen. Er is daarom geen aparte docentenkamer. De tijd dat docenten niet les geven, werken ze in de aula, ze zijn daar benaderbaar voor leerlingen. In deze tijd bereiden de docenten hun lessen voor, kijken ze na, plannen ze oudergesprekken in of vallen ze in voor een afwezige collega-docent. Voor de sociale samenhang volgt iedere lichting leerlingen zoveel mogelijk gezamenlijk de schoolcarrière. Zittenblijven is een uitzondering. De sociale samenhang wordt verder bevorderd doordat leerlingen van verschillende klassen en niveaus samen sporten en samen de taal- en cultuurreizen maken. In de bovenbouw van havo en vwo wordt gewerkt met dubbelprofielen (genaamd alfa en bèta) - dit zijn gecombineerde maatschappij- of natuurprofielen. Indien er veel leerlingen kiezen voor een specifiek profiel, kunnen de klassen in de bovenbouw mogelijk groter worden dan twintig leerlingen.

### Taal- en cultuurreizen
Leerlingen gaan 7 (havo) tot 10 (gymnasium) keer een week samen op reis. Voor de eerstejaars is er de zogeheten Amsterdamweek, daarna zijn de bestemmingen in het buitenland. Het programma bestaat dan uit de ochtend op een taalschool (Frans, Engels, Duits of Spaans) en de rest van de dag culturele activiteiten.

### Arbeidsvoorwaarden
De Algemene Onderwijsbond (AOb) probeert sinds 1998 de werkdruk voor docenten te beperken door in de cao het aantal lessen per docent te beperken. Gaf een voltijdse docent in 2000 nog 866 uur per jaar les, in 2015 was dat gedaald naar 700. Om te voorkomen dat scholen daardoor de urennorm voor onderwijstijd niet meer halen, voeren ze alternatieve onderwijsvormen in. Na protest daarover van scholieren is de urennorm versoepeld. SvPO stelt dat deze versoepeling nadelig is voor de ontwikkeling van leerlingen. Bovendien zou de vrijkomende tijd voor docenten vooral gevuld zijn door vergaderingen, en ervaren docenten juist meer werkdruk doordat ze alle lesstof in minder tijd moeten behandelen.
Om de arbeidsvoorwaarden beter op de organisatie te laten aansluiten, biedt het SvPO-concept een eigen rechtspositieregeling als alternatief voor de cao. Daarin zitten verbeterde arbeidsvoorwaarden, waaronder kleinere klassen, hogere salarisschalen, een bonusregeling en extra vrije dagen.
De Algemene Onderwijsbond (AOb) had kritiek omdat de huiswerkbegeleiding die tijdens de lessen wordt gegeven, niet als les wordt gerekend. Daardoor wordt voor die begeleiding geen voorbereidingstijd of nakijktijd vergoed. AOb stapte naar de rechter, maar kreeg nul op het rekest.

### Medezeggenschap met directe democratie
Voor de medezeggenschap werd aanvankelijk gekozen voor een vorm van directe democratie: alle leerlingen, docenten en ouders kwamen vanzelf in de medezeggenschapsraad (mr). Er werd besloten per referendum. Uit een artikel van MR Magazine over deze werkwijze blijkt dat veel kenmerken van het SvPO-concept uit die referenda voort zijn gekomen, zoals de vierdaagse schoolweek, de bestemmingen van de taalreizen en de snipperdagen. De inspectie stelt echter dat directe democratie in strijd is met de Wet medezeggenschap op scholen (WMS). Er is namelijk geen voorzitter van de mr, er worden geen kandidaten gekozen, enzovoorts. Na een nieuw referendum besluit de scholen om alsnog een mr te laten kiezen, waarbij echter de leden gebonden zijn aan de uitkomsten van de referenda.
In maart 2019 werd er op de nieuwe school in Utrecht een mr gekozen. De ouder- en docentengeleding wilden een versterking van de zorgstructuur en stelden een lijst op met signalen over de veiligheid en het leerklimaat op school. Het bestuur meende dat deze signalen vooral betrekking hadden op de mr-leden zelf. In juli hielden beide geledingen het voor gezien en zegden het vertrouwen op in het schoolbestuur. Ook werd er een klacht ingediend bij de Geschillencommissie. Intussen was er een nieuwe mr gekozen en die deelde de kritiek van de vorige niet. De Geschillencommissie verklaarde de klacht dan ook niet ontvankelijk, maar merkte wel op dat de verkiezingsprocedure niet toereikend was en dat referenda niet bindend mogen zijn voor de mr. In het SvPO-concept werden de referenda voortaan raadgevend.

## Scholen

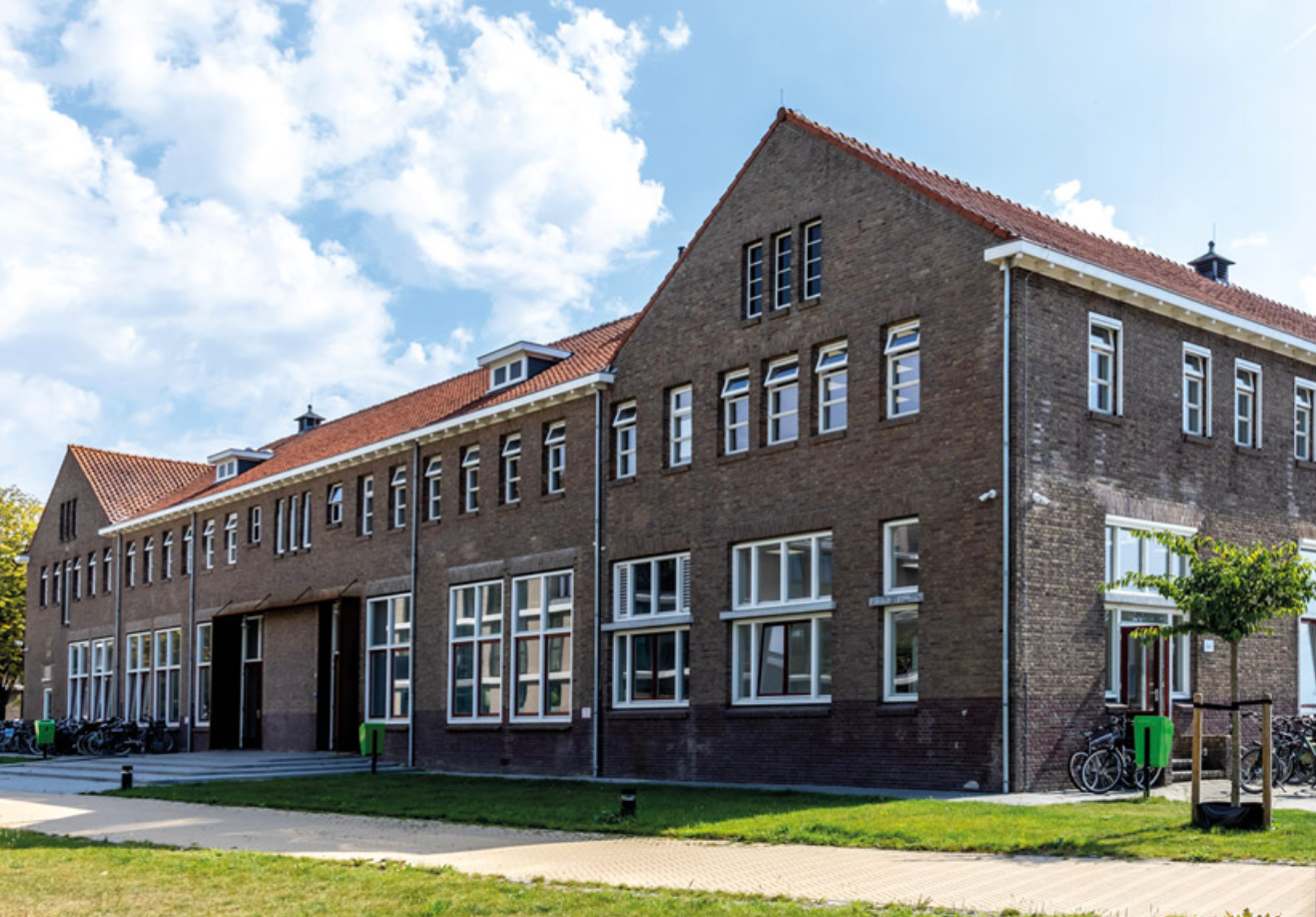
De Pierre Bayle academie is gevestigd in het voormalige Missiehuis van de Missionarissen van Mill Hill, in 1928 gebouwd in de traditie van de late Amsterdamse School en gelegen in het Blauwe berggebied van de gemeente Hoorn. De tuinen, waarin gestreefd is naar het bereiken van een ecologische balans van mens, plant en dier, zijn ontworpen door landschapsarchitect Hendrik Copijn.

Er zijn acht scholen opgericht op basis van het SvPO-concept:
- Isaac Beeckman Academie in Kapelle van 2010 tot 2024
- Tjalling Koopmans College in Hurdegaryp sinds 2013
- Ida Gerhardt Academie in Geldermalsen sinds 2016
- Pvo Amsterdam sinds 2017
- Pvo Utrecht sinds 2017
- Mezquita College in Hengelo sinds 2019.[a]
- Sander Hegius College in Deventer sinds 2019
- Pierre Bayle Academie in Hoorn sinds 2019[b]

In 2022 is er een nieuw bestuur aangetreden en zijn de scholen gefuseerd in de Stichting voor Persoonlijk VO, een Nederlandse scholengroep voor voortgezet onderwijs.

## Geschiedenis
Het SvPO-concept is mede ontwikkeld naar aanleiding van de enquêtecommissie Dijsselbloem die zich kritisch uitsprak over onderwijsvernieuwingen zoals leerpleinen, ontdekkend leren of gepersonaliseerd leren. Het concept volgt het pleidooi van deze parlementaire commissie voor een benadering van het onderwijs die vertrouwt op bewezen methoden en technieken. De scholen zijn in sociaal opzicht weliswaar vooruitstrevend, met docenten die laagdrempelig benaderbaar zijn voor de leerlingen en met een beleid dat de sociale samenhang bevordert. Het onderwijs zelf is echter behoudend. Het wordt klassikaal gegeven en kennisoverdracht staat centraal. In 2010 is de Isaac Beeckman Academie in Kapelle als eerste school gestart op basis van het SvPO-concept.

### Druk Tweede Kamer
| Casus van Pierre Bayle Academie Om de oude verzuilde wetgeving te ontlopen die nog dateerde van de Schoolstrijd (Nederland) van 1917, hadden de oprichters een aanvraag ingediend voor de start van de school op basis van alle erkende religieuze- en levensovertuigingen in plaats van slechts één. Volgens de minister was dit niet toegestaan, maar hij kreeg ongelijk van de Raad van State, waarna er in 2014 alsnog toestemming kwam. Het gebouw is aangekocht door de oprichters met hulp van een stichting die het concept van persoonlijk onderwijs (SvPO) stimuleert. Dit was nodig omdat de gemeente Hoorn weigerde om geschikte huisvesting aan te bieden. De gemeente is daartoe wettelijk verplicht, maar weigerde zelfs na een uitspraak van de rechter. Na een ongunstig rapport van de onderwijsinspectie had de school in 2022 moeite om voldoende leerlingen te werven en de norm van het aantal leerlingen te behalen. |

Verouderde wetgeving maakte het verkrijgen van toestemming voor een nieuwe school aanvankelijk onmogelijk. De wet was in 1917 de uitkomst van de Schoolstrijd en bepaalde dat een nieuwe school een bepaalde levensovertuiging (katholiek, protestants, etc.) in de statuten moet hebben en er geen vergelijkbare school in de buurt mag staan. In de praktijk betekende het dat er vrijwel geen vrije plekken meer waren. Misha van Denderen, bedenker van het SvPO-concept, ontwikkelde daarop geografische software, waarmee het lukte om toch enkele vrije locaties te vinden (o.a. Kapelle, Hardegarijp). Daartoe werden nieuwe schoolstichtingen opgericht die een aanvraag indienden. Toenmalig Staatssecretaris Bijsterveldt wees de aanvragen op oneigenlijke gronden af. Pas onder druk van een motie van D66, SP en VVD in de Tweede Kamer ging zij alsnog akkoord.

### Accountantskamer veroordeelt inspectie
De eerste school kreeg toestemming om in 2009 in Kapelle van start te gaan. De gemeente had echter geen gebouw beschikbaar en de school moest daar zelf voor zorgen. De school kon daarom pas een jaar later van start. Ondertussen waren er wel al vaste lasten en de school meende daarom aanspraak te kunnen maken op de vaste voet van de bekostiging. Het ministerie was het daar niet mee eens. Om te voorkomen dat de school in financiële problemen zou komen, schoot Misha van Denderen, bedenker van het schoolconcept, de school met eigen middelen te hulp. Prompt reageerde de onderwijsinspectie met een rapport waarin Van Denderen van belangenverstrengeling werd beticht. Dit bleek onterecht en de onderwijsinspectie werd daarom door de Accountantskamer, het tuchtcollege voor accountants, veroordeeld. Daarna werd het rapport door inspectie ingetrokken.
Van de rechtbank kreeg de school ook nog gelijk inzake de bekostiging van de vaste voet, waarna deze kwestie met het ministerie werd geschikt.

### Voorspoedige start eerste scholen
Ondertussen was de eerst school volgens het SvPO-concept in 2010 voorspoedig van start gegaan in Kapelle. Er meldden zich meer leerlingen aan dan geplaatst konden worden en de school stond ook in de belangstelling van veel sollicitanten. PZC tekende op dat de eerste indruk van ouders en leerlingen overwegend positief was. Bij de opening schreef Trouw over “de gedroomde school”.
In 2013 ging ook een school in Hardegarijp van start volgens het SvPO-concept. De school mocht aanvankelijk alleen mavo en vwo aanbieden.

### Raad van State biedt ruimte voor nieuwe SvPO-scholen
Door een fusiegolf in de onderwijssector in de jaren '90 ontstond de mogelijkheid om vrije plekken voor nieuwe scholen te vinden. In de fusiegolf waren er scholen met combinaties van levensovertuigingen ontstaan. Logischerwijs gold voor nieuw scholen hetzelfde als voor bestaande scholen. Er werden daarop aanvragen voor zes scholen gedaan die volgens het SvPO-concept onderwijs zouden geven. De aanvragen werden afgewezen door Staatssecretaris Dekker, omdat combinaties van richtingen niet zouden zijn toegestaan. De Raad van State oordeelde dat dit wel degelijk was toegestaan. De uitspraak was een mijlpaal, omdat er zo toch nog ruimte ontstond voor nieuwe scholen. Het was tevens de opmaat voor een wijziging van de verouderde wetgeving. In 2020 werd de wetgeving gewijzigd. Er kwam daardoor meer ruimte om een nieuwe school te starten.
De uitspraak van de Raad van State bood ook de kans voor de school in Hardegarijp om een afdeling havo aan te vragen. De aanvraag werd door Staatssecretaris Dekker afgewezen, maar opnieuw oordeelde de Raad van State dat dit onterecht was, waarna er alsnog toestemming kwam.
Verder werden er aanvragen ingediend voor scholen in Amsterdam en Utrecht (beide gestart in 2017) en voor Deventer, Hoorn en Hengelo (alle drie gestart in 2019). Er werd ook een aanvraag ingediend voor een school in Harderwijk. Ofschoon ook daar toestemming voor kwam, stond de Onderwijsraad kritisch tegenover de richtingcombinaties waarvan voor die school gebruik werd gemaakt.

### SvPO-scholen moeten eigen schoolgebouw financieren
| Casus van Mezguita College Staatssecretaris Sander Dekker weigerde in 2012 de aanvraag voor de Mezquita College omdat deze op meerdere levensbeschouwelijke richtingen was gebaseerd. De Raad van State besloot in 2013 echter dat dit wel degelijk was toegestaan. De school kreeg in 2014 alsnog toestemming, met als voorwaarde dat het uiterlijk 1 augustus 2019 van start ging en dus tegen die tijd over een gebouw beschikte. Ofschoon er wel degelijk gebouwen beschikbaar waren stelde gemeente Hengelo dat dit niet het geval was. Pas op 19 juli 2018 kondigde de gemeente aan dat het gebouw van de voormalige Pabo Hogeschool Edith Stein/Onderwijscentrum Twente beschikbaar zou komen. Hiermee kon de deadline van 2019 net worden gehaald. |

Het is de wettelijke taak van gemeenten om voor een schoolgebouw te zorgen. Dat doen ze liever niet, omdat gevreesd wordt dat bestaande scholen minder leerlingen trekken door de komst van een nieuwe school. Alleen als er geen gebouw beschikbaar is, kunnen ze hun verplichting met één jaar uitstellen. Sommige gemeenten proberen hieronder uit te komen door ieder jaar opnieuw te stellen dat er geen gebouw beschikbaar is, zodat de deadline voor de start verstrijkt.
De gemeente Wierden was de eerste die dit bewust had geprobeerd. In Hoorn, Hardegarijp, Deventer en Geldermalsen leidde dit aanvankelijk tot jarenlange tegenwerking en juridische procedures. In deze gemeenten hebben de initiatiefnemers van het concept daarom met hulp van een steunstichting, de Stichting voor Persoonlijk Onderwijs, grond (voor nieuwbouw) of een gebouw (voor renovatie) verworven voor de school. De gemeente kon daardoor niet langer de huisvesting weigeren. Met de gemeente is daarna afgesproken dat die jaarlijks een bedrag per leerling aan de school betaalt. De school organiseerde zelf de nieuwbouw of de renovatie. De school betaalde erfpacht aan de steunstichting voor het gebruik van de grond.

### Verzet Friese scholenkoepels vanwege concurrentie SvPO
Twee Friese scholenkoepels tekenden bezwaar aan tegen de SvPO-school in Hardegarijp en begonnen daarna samen met de gemeente een procedure bij de Raad van State. Die stelde hen in het ongelijk, waarna de school in 2013 van start kon. In 2015 vroegen beide koepels de Staatssecretaris om in te grijpen omdat SvPO al havo zou aanbieden terwijl de toestemming daarvoor nog niet was gegeven en omdat SvPO geen collegiaal overleg met hen voerde. De vraag om ingrijpen leidde tot protesten van ouders van SvPO, die de scholenkoepels verweten zich alleen maar om hun marktpositie te bekommeren.
In 2016 besloten de koepels om een concurrerende school op te zetten in Leeuwarden. Die school kreeg aanvankelijk ook klassen van gemiddeld 16 leerlingen, maar dat aantal werd stapsgewijs verhoogd naar 22 leerlingen in 2021.

### Geen toestemming voor eigen verband passend onderwijs
In 2014 werd de Wet passend onderwijs ingevoerd. Scholen moesten zich aansluiten bij regionale samenwerkingsverbanden die de middelen voor extra zorg in het onderwijs gingen verdelen. Omdat hiermee veel bureaucratie gepaard gaat, zeker voor de SvPO-scholen die elk in een ander regionaal samenwerkingsverband kwamen te zitten, werd dit voor het SvPO-concept als bedreiging gezien. De SvPO-scholen richtten daarom een eigen landelijk samenwerkingsverband op, genaamd Landelijk verband Passend Onderwijs (LvPO). Dit werd niet geaccepteerd door de Onderwijsinspectie en de scholen lieten het tot een zaak komen voor de Raad van State. Die wees het verzoek af omdat er op dat moment nog maar twee SvPO-scholen waren. Volgens de Raad kunnen scholen met een dermate grote afstand tot elkaar (Kapelle en Hardegarijp) geen samenwerkingsverband vormen zoals bedoeld in de wet. Daarnaast ontbraken er volgens de Raad in dit samenwerkingsverband ook scholen die voortgezet speciaal onderwijs aanbieden. De SvPO-scholen moesten zich alsnog ieder apart bij een regionaal samenwerkingsverband voor passend onderwijs aansluiten.

### Inspectie positief over SvPO
In 2011, 2013 en 2016 rapporteerde de Inspectie van het Onderwijs over de eerste SvPO-school in Kapelle. In 2014 en 2016 waren er rapporten over de school in Hardegarijp. De inspectie concludeerde dat de didactische kwaliteit voldoende was. De opbrengstgerichtheid en de kwaliteitszorg werden als goed beoordeeld. Samenvattend stelt inspectie:
"De leerlingen ervaren de Isaac Beeckman Academie als een veilige en plezierige school met aandacht voor filosofie en burgerschap. Zij geven aan dat zij hard moeten werken om schoolwerk elke week weer af te krijgen. (...) De leerlingen voelen prestatiedruk, maar merken ook dat hun inzet tot gevolg heeft dat zij goede leerprestaties hebben. Zij ervaren hun leraren doorgaans als ondersteunend bij hun leerproces."

### Inspectie negatiever na nieuw toezichtkader
Sinds 2018 is de inspectie echter steeds negatiever oordelen gaan gegeven over de SvPO-scholen. Uiteindelijk werden enkele scholen zelfs als 'zeer zwak' beoordeeld. De oorzaak lijkt te zijn dat de inspectie in 2017 de eisen waaraan scholen moeten voldoen flink aangescherpte. In dat jaar ging het toezichtkader van inspectie van 39 naar 309 pagina's, zo laten de initiatiefnemers van SvPO op hun website zien. Het verschil is kort gezegd dat het oude kader alleen voorschreef welke doelen bereikt moesten worden, terwijl het nieuwe kader vaak ook bepaalde hoe dat moest gebeuren. Volgens de SvPO-scholen zouden de voorschriften van het nieuwe kader leiden tot een toename van de bureaucratie. Het SvPO-concept kon daar met de eenvoudige organisatie niet aan voldoen. De kleine klassen zouden volgens de initiatiefnemers onbetaalbaar worden.
In een rapport van 2018 over de inmiddels drie SvPO-scholen gaf de onderwijsinspectie de kwaliteitszorg slechts een voldoende, terwijl die eerder nog een goede beoordeling kreeg. Ook de oordelen op andere criteria gingen binnen het nieuwe toezichtkader achteruit.

### Rechter tikt inspectie op de vingers over negatieve oordelen
De drie scholen tekenden beroep aan tegen de oordelen en het nieuwe toezichtkader. Inspectie zou met dat kader haar controlerende taak te ver oprekken. De rechter ging daarin mee en tikte de onderwijsinspectie op de vingers en inspectie moest het rapport over de scholen intrekken. De inspectie ging hiertegen in beroep, maar wachtte de uitspraak niet af. Op 4 juli 2019 publiceerde ze een nieuw rapport over de scholen met nog negatiever oordelen. De kwaliteitscultuur en de dialoog werden nu als onvoldoende beoordeeld. De scholen eisten een verbod op publicatie van het nieuwe rapport omdat het hoger beroep afgewacht zou moeten worden. De rechter oordeelde echter dat het nieuwe rapport gepubliceerd mocht worden.
Op 25 februari 2020 werd de uitspraak in hoger beroep bekend en werd de onderwijsinspectie opnieuw in het ongelijk gesteld gesteld. Het rapport van juli 2019 bleef echter staan.

### Conflict over oproep te staken voor kleine klassen
In het blad van de Algemene Onderwijsbond (Aob) van de FNV verschenen vanaf 2019 artikelen over SvPO met kritische beschouwingen over de organisatie en onderwijskundige aanpak. Daarin komt ook Niels Minnaard aan het woord, lid van de SP die een jaar docent geschiedenis is geweest op de SvPO-school in Kapelle. Hij riep daar op mee te doen met een staking voor onder meer kleine klassen. Over die oproep raakte hij in conflict met bestuurder Misha van Denderen, omdat SvPO al veel kleinere klassen (16) heeft dan de vakbond verlangde (25). In juli 2019 werd Minnaard medewerker van de Tweede Kamerfractie van de SP voor Peter Kwint, die zich vanaf dat moment zeer kritisch zou uitlaten over SvPO en Van Denderen. Minnaard werd in april 2023 benoemd als bestuurder van de FNV.

### Onrust rond groep ouders Utrechtse school
Op de in 2017 gestarte school in Utrecht ontstond begin 2019 onrust onder ouders, vooral over de zorgvoorzieningen. Doordat er relatief veel leerlingen met zorgvraag op de school af waren gekomen, vonden de ouders dat er meer zorgvoorzieningen moesten komen. De schoolleiding vond dat de kleine klassen voldoende mogelijkheid voor extra aandacht boden. Leerlingen voor wie dat niet voldoende was zouden naar het speciaal onderwijs moeten gaan. De groep was het daar niet mee eens en diende klachten in bij de onderwijsinspectie. De groep werd door inspectie uitgenodigd voor overleg en uitte de kritiek daarna in de media en op sociale media. Artikelen in de pers vormden aanleiding voor Kamervragen.

### Oordeel inspectie nog negatiever, resultaten niet meegeteld
Na het overleg met de ouders besloot de onderwijsinspectie tot een onderzoek naar de school in Utrecht. Het in oktober 2019 verschenen rapport oordeelde opnieuw negatief over de kwaliteitszorg, kwaliteitscultuur en dialoog. Daar kwamen nu ook negatieve oordelen op de criteria veiligheid, zicht op ontwikkeling en begeleiding bij. Dit leidde tot het oordeel ‘zeer zwak’.
Het schoolbestuur was het niet eens met dit oordeel. Inspectie zou alleen met de ontevreden ouders hebben gesproken en zou de goede resultaten van leerlingen niet hebben meegewogen. Scholen kunnen alleen een 'zeer zwak' krijgen als de resultaten onvoldoende zijn en dat was niet het geval. Het schoolbestuur vroeg de rechter om een publicatieverbod, maar ving bot. De rechter oordeelde dat inspectie de resultaten niet hoeft mee te wegen omdat de school nog maar twee jaar bestond.
In antwoord op de kritiek op de begeleiding van vmbo-leerlingen uit het inspectierapport besloot de schoolleiding van de school in Utrecht een aparte vmbo-t klas in te richten. Dit leidde tot een herindeling van de klassen in het tweede leerjaar. De betrokken mentoren hadden grote moeite met deze beslissing, maar volgens bestuurder Van Denderen kon de school niet anders omdat leerlingen volgens inspectie te lang de kans kregen om havo-niveau te halen. Ouders van vijf leerlingen besloten tot een rechtszaak tegen het besluit. De rechter stelde dat de schoolleiding weliswaar ongelukkig had gecommuniceerd, maar gaf de school wel gelijk:
"de door SvPO gekozen koers lijkt een middenweg te zijn tussen enerzijds het leerdoel van de kinderen, het hoger uitstromen dan het basisschooladvies, en anderzijds de aanwijzing van de Onderwijsinspectie om meer rekening te houden met het leerniveau van de leerlingen."

### Oordeel inspectie blijft negatief, resultaten weer niet meegeteld
Minister Slob stelde dat in het verleden meer dan eens was gebleken dat de SvPO-scholen de randen van wet- en regelgeving opzochten. Als nieuw onderzoek, naar de scholen daar aanleiding toe zou geven, zou er volgens de minister worden ingegrepen.
De resultaten van het nieuwe onderzoek werden in juli 2021 gepubliceerd. De vestigingen Utrecht, Amsterdam en Hoorn werden als 'zeer zwak' beoordeeld. Het schoolbestuur was het met deze oordelen niet eens omdat de goede resultaten van het onderwijs opnieuw niet waren meegenomen door inspectie. Het bestuur ging in beroep, maar de rechter vond dat hij niet inhoudelijk mocht toetsen en vond publicatie van de rapporten niet onrechtmatig.
Op 5 juli 2021 schreef minister Arie Slob dat hij zich zorgen maakte over de houding van het schoolbestuur ten opzichte van de herstelopdrachten: "Wat het realiseren van verbetering conform de herstelopdrachten van de inspectie bemoeilijkt is dat de bestuurder het niet eens lijkt te zijn met de wijze waarop de inspectie toezicht houdt en derhalve ook niet met de oordelen van de inspectie. Ik vind dat een zorgelijk gegeven, gelet op de bevindingen in de rapporten."
In oktober 2021 meldde dagblad Trouw dat SvPO zich niet hield aan wetgeving omtrent de vrijwillige ouderbijdrage. Volgens SP-Kamerlid Peter Kwint moest er hard worden ingegrepen.
Oktober 2022 oordeelde de inspectie opnieuw negatief over SvPO-scholen. Voor vier scholen was het oordeel weer 'zeer zwak' vanwege een onvoldoende op de criteria kwaliteitszorg en zicht op de ontwikkeling en begeleiding. Opnieuw werden de resultaten van de scholen niet meegeteld, ditmaal omdat die vanwege corona niet meetbaar waren.

### Minister eist vertrek oprichter vanwege kritiek op financiële organisatie
28 januari 2022 stelde de inspectie nieuwe rapporten vast, nu over de financiële organisatie van de huisvesting in gemeenten waar de school zelf in huisvesting had moeten voorzien. In de rapporten werd gesteld dat omdat de schoolgebouwen gerealiseerd waren op grond van de steunstichting van SvPO, de scholen onvoldoende eigendomsrechten konden doen gelden op de gebouwen. De steunstichting zou daarom verrijkt zijn. Door de kosten van de verbouwingen zou bovendien de financiële continuïteit van de scholen in gevaar zijn gebracht. Het bestuur stelde in een reactie dat het eigendom voor de scholen door de erfpacht van de grond gegarandeerd was. Voor de financiële continuïteit was er een optie op een hypotheek bij de bank, maar daar had het bestuur geen gebruik van hoeven maken.
Op 7 maart 2022 deed de Onderwijsinspectie vanwege de rapporten aangifte tegen Van Denderen, de bestuurder van de scholen en bedenker van het schoolconcept. Dat leidde in maart 2023 tot een onderzoek door het Openbaar Ministerie. De zaak werd later dat jaar geseponeerd.
Op 15 april 2022 maakte minister Dennis Wiersma bekend de bestuursvoorzitter en oprichter van SvPO een aanwijzing te geven om te vertrekken als bestuurder.

### Bestuur van minister neemt scholen over
Omdat de minister dreigde om de bekostiging van de scholen te staken, riepen de schoolleiders van de acht SvPO-scholen de oprichter op om plaats te maken voor een door de minister voorgesteld bestuur. Ook de mr'en zeggen het vertrouwen op in de oprichter. Hij zag zich vervolgens gedwongen om op 7 juni 2022 een nieuw bestuur te benoemen dat door de minister was aangewezen.
Op 20 december 2022 stemde de Tweede Kamer met algemene stemmen voor een motie van SP-kamerlid Peter Kwint om alle mogelijke juridische stappen verkennen teneinde zo veel mogelijk onrechtmatig besteed geld bij de (voormalig) bestuurders van de scholen terug te vorderen.
In september 2023 nam de Accountantskamer een klacht van de Onderwijsinspectie tegen de accountant van de SvPO-scholen in behandeling. De inspectie vond dat die flinke steken had laten vallen in de controletaak. De accountant was het daar niet mee eens en stelde dat sprake is van stemmingmakerij en dat "overheidsgeld dat bestemd was voor onderwijs ook besteed is aan onderwijs - er is geen cent kwijt." De kamer hoopte binnen 12 weken uitspraak te doen.

### Oprichters nemen afstand van de scholen
Juli 2023 namen de oprichters afstand van de scholen omdat het nieuwe bestuur een streep had gehaald door veel kenmerken van het schoolconcept om tegemoet te komen aan kritiek van de onderwijsinspectie:
"Door een toename van de overhead, nadruk op administratieve processen en introductie van vergaderdagen, is er onder meer bezuinigd op de onderwijstijd. De slagingspercentages van vooral de havo-leerlingen lijden daar onder. Doordat ook nog de meerdaagse taalreizen gehalveerd zijn (er zijn er minder en ze duren korter), kan de wettelijk verplichte onderwijstijd uit zicht raken."
De oprichters tekenden ook bezwaar aan tegen een aanvullende subsidie van 1,2 miljoen euro die minister Wiersma op 7 oktober 2022 had verstrekt aan het nieuwe schoolbestuur. De subsidie was toegekend omdat de scholen er financieel niet goed voor zouden hebben gestaan. Uit het jaarverslag over 2022 bleek dat niet te kloppen. De scholen hadden 4,9 miljoen euro aan liquide middelen op de balans staan.
De scholen kregen ook te maken met teruglopende leerlingaantallen. In 2022 gingen er veel leerlingen weg en de werving voor schooljaar 2023 viel tegen. Per 1 oktober 2023 bevonden vier van de acht volgroeide scholen zich onder de opheffingsnorm.

## Bijzonderheden
In januari 2019 tekende dagblad NRC een portret op van beide oprichters. In 2011-2012 en 2015 waren ze op wereldreis met hun kinderen. De dagelijkse schoolleiding werd overgenomen en tijdens beide reizen werkten ze door op afstand.
Juni 2021 rapporteerde dagblad Trouw dat de bestuursvoorzitter van de scholen hypothecaire leningen had verstrekt aan zijn kinderen. De voorzitter wees er op dat hij dit niet vanuit de schoolstichting deed, maar met de stichting die zijn eigen salaris beheerde en dat het zijn goed recht was de hypotheken te geven.